# Kuechle Island
Kuechle Island ist eine Insel vor der Scott-Küste des ostantarktischen Viktorialands. Sie ist die nördlichste Insel in der Gruppe der Dailey Islands und liegt 1,5 km nordwestlich von Uberuaga Island. Sie ist rund 500 Meter lang, knapp 400 Meter breit, und erreicht eine Höhe von 59 Metern.
Das Advisory Committee on Antarctic Names benannte sie 2000 nach dem Biologen Valerian B. Kuechle von der University of Minnesota, der von 1968 bis 1969 und von 1971 bis 1972 im Rahmen des United States Antarctic Program Populationsstudien zu Weddellrobben in der Erebus Bay und am McMurdo-Sund durchgeführt hatte.